# Jugador Mundial de la FIFA 1992

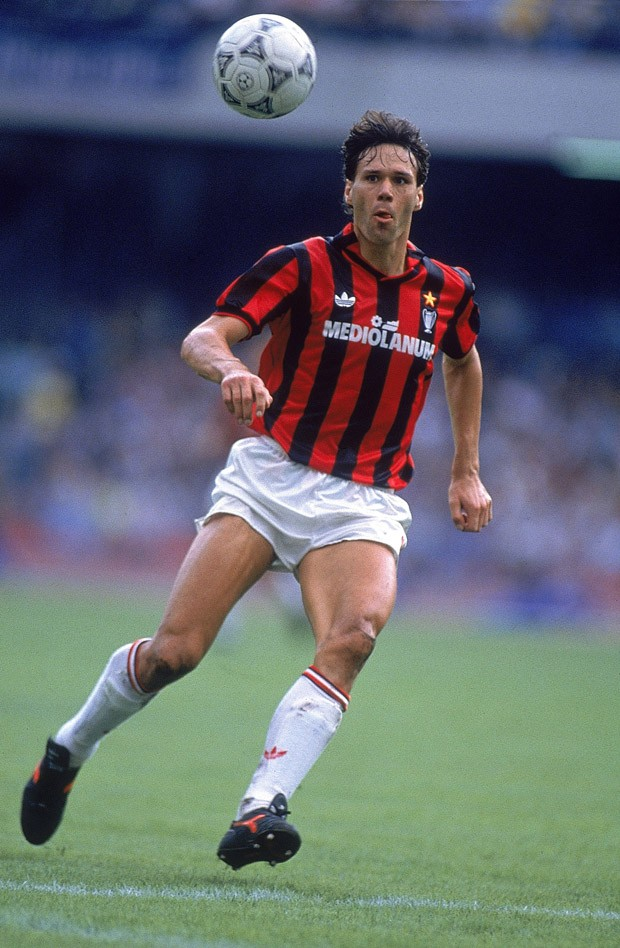
Aquí se muestra a Marco van Basten el ganador del Jugador Mundial de la FIFA 1992 con 161 puntos

La segunda entrega de este premio tuvo como ganador al neerlandés Marco van Basten (AC Milan), quedando el búlgaro Hristo Stoichkov (FC Barcelona) en segundo lugar y el alemán Thomas Häßler (AS Roma) en tercer lugar.

## Posiciones finales
A continuación se muestran los jugadores que coparon los diez primeros puestos en esta edición.
| Puesto | Jugador           | Equipo                        | Puntos |
| ------ | ----------------- | ----------------------------- | ------ |
| 1.º    | Marco van Basten  | AC Milan                      | 161    |
| 2.º    | Hristo Stoichkov  | FC Barcelona                  | 88     |
| 3.º    | Thomas Häßler     | AS Roma                       | 61     |
| 4.º    | Jean-Pierre Papin | Olympique Marsella / AC Milan | 46     |
| 5.º    | Brian Laudrup     | Bayern Munich / Fiorentina    | 44     |
|        | Peter Schmeichel  | Manchester United             | 44     |
| 7.º    | Dennis Bergkamp   | Ajax                          | 29     |
| 8.º    | Frank Rijkaard    | AC Milan                      | 23     |
| 9.º    | Abédi Pelé        | Olympique Marsella            | 10     |
|        | Franco Baresi     | AC Milan                      | 10     |
|        | Jürgen Klinsmann  | Inter de Milán / AS Monaco    | 10     |